# Hamar Greenwood
Hamar Greenwood, 1. wicehrabia Greenwood (ur. 7 lutego 1870 w Whitby w Ontario, zm. 10 września 1948) – brytyjski polityk, członek Partii Liberalnej oraz Partii Konserwatywnej, minister w drugim rządzie Davida Lloyda George’a.

## Życiorys
Wykształcenie odebrał na Uniwersytecie w Toronto. Następnie wyjechał do Wielkiej Brytanii. Z wykształcenie był prawnikiem i dosłużył się tytułu Radcy Króla.
W 1906 r. został wybrany do Izby Gmin z ramienia Partii Liberalnej jako reprezentant okręgu York. Greenwood przegrał wybory w styczniu 1910 r. Do parlamentu powrócił po wyborach w grudniu tego roku, tym razem reprezentując okręg wyborczy Sunderland. W 1915 r. otrzymał tytuł baroneta. W 1919 r. został podsekretarzem stanu w Ministerstwie Spraw Wewnętrznych. Następnie był podsekretarzem stanu w Ministerstwie Spraw Zagranicznych, parlamentarnym sekretarzem przy Zarządzie Handlu oraz sekretarzem ds. handlu zamorskiego w latach 1919–1920.
Od 1920 r. był członkiem Tajnej Rady. W latach 1920–1922 był ostatnim Głównym Sekretarzem Irlandii. Należał do grona przeciwników niepodległości Irlandii. Miejsce w parlamencie utracił po wyborach 1922 r. Podczas wyborów 1924 r. Greenwood należał do tej grupy liberalnych polityków, którzy opowiadali się za zbliżeniem z Partią Konserwatywną. Greenwood wygrał wybory w okręgu Walthamstow East. Ponieważ unia liberałów i konserwatystów nie doszła do skutku, Greenwood wstąpił do Partii Konserwatywnej i został partyjnym whipem.
W parlamencie zasiadł do 1929 r. Następnie otrzymał tytuł 1. barona Greenwood i zasiadł w Izbie Lordów. W 1937 r. jego tytuł podniesiono do rangi wicehrabiego. W latach 1938–1939 był prezesem Brytyjskiej Federacji Żelaza i Stali. W latach 1945–1948 był przewodniczącym Pilgrims Society, a w 1948 r. został jego prezesem.

## Życie prywatne
Był żonaty z Margaret Spencer. Ich najstarszy syn, David, odziedziczył tytuł parowski po śmierci ojca w 1948 r. Po śmierci Davida w 1998 r. 3. wicehrabią został jego młodszy brat, aktor Michael Greenwood.